# بني مزود (أرحب)

تعديل مصدري - تعديل

بني مزود هي إحدى قرى عزلة بني حكم بمديرية أرحب التابعة لمحافظة صنعاء، بلغ تعداد سكانها 1071 نسمة حسب تعداد اليمن لعام 2004.